# Har Gobind Khorana
Har Gobind Khorana (ur. 9 stycznia 1922 w Raipur w Pendżabie Zachodnim, wówczas Indie Brytyjskie, obecnie Pakistan, zm. 9 listopada 2011 w Concord, Massachusetts) – amerykański biolog molekularny pochodzenia pendżabskiego, laureat Nagrody Nobla w dziedziny fizjologii lub medycyny.

## Życiorys
Ojciec Har Gobind Khorany pełnił funkcję patwari (urzędnika zajmującego się podatkami rolniczymi w Indiach Brytyjskich, dlatego członkowie jego rodziny (córka i czterech synów, z których Har Gobind Khorana był najmłodszy) byli jedynymi piśmiennymi mieszkańcami wsi liczącej ok. 100 osób.
Har Gobind Khorana uczęszczał do szkoły średniej (D.A.V. High School) w Multan, a następnie podjął studia na University of the Punjab w Lahaurze, uzyskując B.Sc. w 1943 i M.Sc w 1945. W tym samym roku uzyskał stypendium rządowe i wyjechał kontynuować edukację na University of Liverpool, gdzie w 1948 roku uzyskał tytuł doktora. W latach 1948–1949 odbywał staż podoktorski na ETH w Zurychu, gdzie współpracował z Vladimirem Prelogiem.
Po krótkim pobycie w Indiach ponownie przyjechał do Anglii i podjął pracę na University of Cambridge. Spędził na nim dwa lata (1950-1952), prowadząc badania dotyczące białek i kwasów nukleinowych. Współpracował wówczas z George’em Kennerem oraz Alexandrem Toddem. W 1952 wyjechał do Kanady, gdzie pracował na University of British Columbia, do 1960 roku. W latach 1960–1970 pracował na University of Wisconsin-Madison, a od 1971 na Massachusetts Institute of Technology. W 1966 roku uzyskał obywatelstwo amerykańskie.
Badania prowadzone przez Har Gobind Khorana w latach 60 potwierdziły ustalenia Marshalla Nirenberga, który postulował, że sposób, w jaki cztery różne typy nukleotydów są rozmieszczone na spiralnych „schodach” cząsteczki DNA, determinuje skład chemiczny i funkcję nowej komórki. 64 możliwe kombinacje nukleotydów odczytywane są wzdłuż nici DNA co prowadzi do wytworzenia aminokwasów potrzebnych do budowy określonych białek. Khorana uzupełnił badania Nirenberga, wskazując, które szeregowe kombinacje nukleotydów tworzą konkretne aminokwasy. Udowodnił również, że kod jest zawsze przekazywany do komórki w grupach po trzy nukleotydy, zwanych kodonami.
W latach 70 zespół badawczy Har Gobind Khorana, doprowadził do otrzymania pierwszego syntetycznego genu drożdży. Badał on również molekularne mechanizmy leżące u podstaw widzenia kręgowców, w tym badania budowy i funkcji rodopsyny.
Nagrodę Nobla otrzymał w 1968 roku wraz z Robertem Holleyem i Marshallem Nirenbergiem za odszyfrowanie kodu genetycznego i jego roli w syntezie białek. Również w 1968 roku otrzymał Albert Lasker Award for Basic Medical Research, a w 1987 roku – National Medal of Science.
W 1994 Uniwersytet im. Adama Mickiewicza przyznał mu tytuł doktora honoris causa.